# Кечиорен (канатная дорога)
Кечиоре́н (тур. Keçiören Teleferiği) — первая канатная дорога Анкары, расположенная в районе Кечиорен. 

## История
После завершения строительства в ноябре 2007 года и пробных запусков линия была введена в эксплуатацию. Она соединяет микрорайон Каваджик Субайэвлери на юге и район Тепебаши на севере. Линия находится в ведении муниципалитета Кечиорена.
Кабины были доставлены компанией из Измира STM Sistem Teleferik. 16 съёмных кабин, каждая вместимостью по 8 пассажиров, могут перевозить между двумя станциями 384 человека в час. Дорога занимает 20 минут.
В сентябре 2021 года обслуживание линии было временно приостановлено в связи с проведением ремонтных и профилактических работ. Она был вновь была открыта 26 декабря 2022 года.